# Alenatea fuscocolorata
Alenatea fuscocolorata är en spindelart som först beskrevs av Friedrich Wilhelm Bösenberg och Embrik Strand 1906.  Alenatea fuscocolorata ingår i släktet Alenatea och familjen hjulspindlar. Inga underarter finns listade i Catalogue of Life.